# Elecciones parlamentarias de Nigeria de 1992
Las elecciones parlamentarias de Nigeria fueron realizadas el 4 de julio de 1992, las primeras desde el golpe de Estado de 1983. Sólo dos partidos tuvieron la posibilidad de disputar las elecciones, de los cuales resultó victorioso el Partido Socialdemócrata, el cual ganó 52 de los 91 escaños del Senado y 314 de los 593 escaños en la Cámara de Representantes, a pesar de que la Convención Nacional Republicana obtuvo mayor cantidad de votos. La participación electoral fue de sólo un 25%.

## Resultados

### Senado
| Partido                         | Votos      | %    | Escaños |
| ------------------------------- | ---------- | ---- | ------- |
| Convención Nacional Republicana | 8 309 548  | 52.6 | 37      |
| Partido Socialdemócrata         | 7 494 228  | 47.4 | 52      |
| Vacantes                        | -          | -    | 2       |
| Total                           | 15 803 776 | 100  | 91      |
| Fuente: Nohlen et al.           |            |      |         |

### Cámara de Representantes
| Partido                         | Votos      | %    | Escaños |
| ------------------------------- | ---------- | ---- | ------- |
| Convención Nacional Republicana | 8 551 080  | 50.6 | 275     |
| Partido Socialdemócrata         | 8 358 791  | 49.4 | 314     |
| Vacantes                        | -          | -    | 4       |
| Total                           | 16 909 871 | 100  | 593     |
| Fuente: Nohlen et al.           |            |      |         |